# Susanne Steidle
Susanne Steidle (* 6. März 1964 in Bergneustadt) ist eine deutsche Schauspielerin.

## Leben
Sie absolvierte eine Ausbildung an der Schauspiel- und Musicalschule in Hamburg sowie ein Gaststudium in den Fächern Bildhauerei und Grafik an der Universität-Gesamthochschule Essen.
In Lindenstraße, Oppen und Ehrlich, SOKO München sah man sie im Fernsehen ebenso wie auf der Theaterbühne, so etwa in Bertolt Brechts Die Dreigroschenoper und Shakespeares letztem Bühnenspiel Der Sturm bei den Schlossfestspiele Ettlingen und in Ephraim Kishons Komödie Der Trauschein am Düsseldorfer Theater an der Kö. Von 1996 (Folge 535) bis Juni 2007 (Folge 3160) spielte sie in der ARD-Seifenoper Marienhof die Rolle der Regina Zirkowski. Von April 2011 bis Februar 2012 war sie in der ARD-Telenovela Rote Rosen in der Rolle der intriganten Henriette Stein zu sehen. 2012 war sie in den ZDF-Produktionen SOKO Wismar und 2019 sowie 2024 in SOKO Stuttgart zu sehen. 2020 folgten Dreharbeiten zu der ARD-Serie Watzmann ermittelt und dem ZDF-Film Inga Lindström: Wilde Zeiten.
Sie lebt in Essen.

## Filmografie
- 1991: Lindenstraße (Fernsehserie, 4 Folgen)
- 1992: Oppen und Ehrlich (Fernsehserie, 1 Folge)
- 1996–2007: Marienhof (Fernsehserie, 2625 Folgen)
- 1999–2003: SOKO München (Fernsehserie, 4 Folgen, verschiedene Rollen)
- 2011–2012: Rote Rosen (Fernsehserie, 181 Folgen)
- 2012: SOKO Wismar (Fernsehserie, Folge: Volles Risiko)
- 2017: Zimmer gesucht (Kurzfilm)
- 2019–2024: SOKO Stuttgart (Fernsehserie, 2 Folgen, verschiedene Rollen)
- 2021: Watzmann ermittelt (Fernsehserie, Folge: Wo gehobelt wird)
- 2021: Inga Lindström: Wilde Zeiten (Fernsehreihe)
- 2021: Lobster Love (Kurzfilm)
- 2022: WaPo Bodensee (Fernsehserie, Folge: Alte Rechnungen)
- 2023: Aktenzeichen XY … ungelöst (Fernsehreihe, 1 Folge)